# 붉은병꽃나무
붉은병꽃나무(학명: Weigela florida)는 인동과 애기병꽃아과에 속하는 낙엽 관목이다. 한국, 중국, 일본에 자생한다. 관상용으로 많이 심는다.

## 특징
높이 1~3m, 새 가지는 녹색 또는 붉은색이 도는 세로줄이 있으며, 2년 된 가지는 갈색 또는 붉은 갈색으로 반들거리고 껍질은 어두운 회색이다. 잎은 마주나며, 잎자루는 길이 1~2 mm, 잎몸은 넓은 타원형으로 길이 2.4~6.2cm, 폭 11~30mm, 밑은 넓은 쐐기 모양이고 끝은 뾰족하며 가장자리에 잔 톱니가 있다. 잎 윗면에 털이 있으며 뒷면 잎맥에 거친 털이 있다. 꽃은 잎겨드랑이에 달린다. 꽃받침은 5개로 가운데까지 갈라지며, 털이 있다. 꽃부리는 붉은색, 깔때기 모양으로 길이 4~5cm, 얕게 5갈래로 갈라진다. 수술은 5개, 씨방은 털이 약간 있다. 열매는 삭과, 원기둥 모양으로 길이 1.5cm쯤이다.
핵상은 2n = 36이다.
화려한 붉은색의 좁은 통 모양의 꽃과 마주보기로 달리는 잎으로 쉽게 인식할 수 있는 분류군이다. 이와 비슷한 분류군으로서 한국 전역에 분포하는 병꽃나무가 있는데 이에 비해서 붉은병꽃나무는 꽃받침이 가운데까지만 갈라지므로 구분된다. 또 강원도와 북한 지역에서 볼 수 있는 소영도리나무(학명: Weigela praecox)와 비교할 때, 붉은병꽃나무에는 잎이 아랫면 맥을 제외하면 털이 없고 꽃잎에도 털이 없는 특징으로 서로 구별할 수 있다.

## 분포
중국 헤이룽장성, 허난성, 장수성 북부, 지린성, 랴오닝성, 산시성 (섬서성), 산둥성 북부, 산시성 (산서성), 내몽골 자치구, 일본 규슈, 한국에 자생한다. 고도 100 ~ 1500 m의 혼합림이나 덤불의 양지바른 곳에서 자란다. 한국 전역의 산지나 계곡 주변의 양지바른 곳에서 흔히 볼 수 있다.

## 재배
꽃이 화려하고 대기오염에 강해서 관상용으로 흔히 재배하고, 많은 종류의 원예 품종이 개발되었다. 특히, 추위에도 저항성이 높은 것으로 알려져 있어 유럽과 북아메리카 지역에서는 관상용으로 널리 심는다. 핑크 포펫(Pink Poppet), 다크 호스(Dark Horse), 루비 퀸(Ruby Queen)의 품종은 영하 ~35C에서도 자랄 수 있을 정도로 추위에 강하다(McNamara and Hokanson 2010).